# Discovery World (televisiekanaal)
Discovery World was een digitaal themakanaal van Warner Bros. Discovery. Discovery World is een geschiedeniskanaal en de programma's van World komen uit het archief van Discovery Channel. De zender is op 18 april 2008 ontstaan uit Discovery Civilisation, het allereerste digitale kanaal van Discovery Network Europe. Hierna kwamen er nog Science en Travel & Living. 
Tussen 2013 en 2020 stopte de zender in verschillende landen, waarna enkel de Benelux overbleef. Ook daar kwam er een einde aan de uitzendingen per 1 januari 2021.